# Dimitar Makriev
Dimitar Ivanov Makriev (en bulgare : Димитър Иванов Макриев) est un footballeur international bulgare, né le 7 janvier 1984 à Gotsé Deltchev en Bulgarie. Il évolue au poste d'attaquant.

## Biographie
En tant qu'attaquant, il est international bulgare depuis 2009 (8 sélections, 1 but).
Il joue les éliminatoires de la Coupe du monde de football 2010, où il inscrit son premier but pour sa deuxième sélection contre Chypre (2-0).

## Palmarès
- Levski Sofia
  - Championnat de Bulgarie en 2001 et 2002.